# Ukrudt
DDO definerer ukrudt som "uønsket, vildtvoksende plantevækst, fx i en have eller på en mark". Ordet ukrudt kommer af tysk Unkraut = "ikke-urt".
Et ældre dansk ord med lignende betydning er ugræs.